# Нанолента
Нанолента (англ. nanoribbon, nanobelt) — нановолокно с прямоугольным поперечным сечением, соотношение поперечных размеров которого больше, чем 2:1.

## Описание
Как и в случае нановолокна, два характеристических размера наноленты (обозначим их Lx и Ly) находятся в нанодиапазоне (~1–100 нм). При этом третий характеристический размер (обозначим его Lz) значительно больше Lx и Ly по величине и может выходить за пределы нанодиапазона: Lz >> Lx,Ly.
Принципиальным отличием наноленты от нановолокна является то, что:
- её поперечное сечение имеет прямоугольную форму;
- соотношение поперечных размеров должно быть больше 2:1.